# Matthieu (Name)
Matthieu ist ein männlicher Vorname und ein Familienname. Es handelt sich um eine französische Form der Namen Matthias oder Matthäus.

## Namensträger

### Vorname
- Matthieu Arnold (* 1965), französischer Professor für moderne und zeitgenössische Geschichte
- Matthieu Bailet (* 1996), französischer Skirennläufer
- Matthieu-Frédéric Blasius (1758–1829), französischer Violinist, Klarinettist, Dirigent, Komponist und Musikpädagoge
- Matthieu Bonhomme (* 1973), französischer Comiczeichner
- Matthieu Bordenave (* 1983), französischer Jazzmusiker (Saxophone, Klarinetten, Komposition)
- Matthieu Boulo (* 1989), französischer Cyclocross- und Straßenradrennfahrer
- Matthieu Chabrol (* 1956), französischer Filmkomponist
- Matthieu Chazarenc (* 1977), französischer Jazzmusiker (Schlagzeug, Komposition)
- Matthieu Chedid (* 1971), französischer Rocksänger und Gitarrist
- Matthieu Cornette (* 1985), französischer Schach-Großmeister
- Matthieu Delpierre (* 1981), französischer Fußballspieler
- Matthieu Dupont (* 1973), französischer römisch-katholischer Geistlicher, Bischof von Laval
- Matthieu Gonet (* 1972), französischer Pianist, Dirigent, Musikarrangeur und Filmkomponist
- Matthieu Jalibert (* 1998), französischer Rugby-Union-Spieler
- Matthieu Ladagnous (* 1984), französischer Radrennfahrer
- Matthieu Lahaye (* 1984), französischer Autorennfahrer
- Matthieu Mégevand (* 1983), Schweizer Schriftsteller und Verleger
- Matthieu Michel (* 1963), Schweizer Jazztrompeter und Flügelhornist
- Matthieu Orphelin (* 1972), französischer Politiker
- Matthieu Osch (* 1999), luxemburgischer Skirennläufer
- Matthieu Reimann (* 1565; † nach 1625), deutscher Lautenist, Komponist und Jurist
- Matthieu Ricard (* 1946), buddhistischer Mönch und studierter Molekularbiologe
- Matthieu Rougé (* 1966), französischer Geistlicher und römisch-katholischer Bischof von Nanterre
- Matthieu Saglio (* 1977), französischer Jazz- und Weltmusiker (Cello, Komposition)
- Matthieu Soiron (1722–1781), niederländischer Baumeister, Bauunternehmer, Architekt und Festungsbauer
- Matthieu Vaxivière (* 1994), französischer Automobilrennfahrer

### Familienname
- David Matthieu (1697–1756), deutscher Porträtmaler
- Georg David Matthieu (1737–1778), deutscher Kupferstecher und Porträtmaler
- Leopold Matthieu (1748–1778), deutscher Porträt- und Historienmaler
- Pierre Matthieu (1563–1621), französischer Schriftsteller und Historiker
- Rosina Christiana Ludovica Matthieu (1748–1795), deutsche Genre- und Stilllebenmalerin
- Saraswati Matthieu (* 1981), belgische Politikerin (Groen)